# Decachorda seydeli
Decachorda seydeli är en fjärilsart som beskrevs av Pierre Claude Rougeot 1970. Decachorda seydeli ingår i släktet Decachorda och familjen påfågelsspinnare. Inga underarter finns listade i Catalogue of Life.